# 무정의 네온가
"무정의 네온가"는 1971년 공개된 대한민국의 영화이다.

## 배역
- 신영균
- 김창숙
- 박노식
- 황해
- 오지명
- 김성옥
- 김칠성
- 이예민
- 최상호
- 권오상
- 황백
- 이해룡
- 윤일주
- 지용남